# Juilly (Seine-et-Marne)
Juilly település Franciaországban, Seine-et-Marne megyében. Lakosainak száma 2031 fő (2022. január 1.). Juilly Nantouillet, Saint-Mard, Thieux és Montgé-en-Goële községekkel határos.

## Népesség
A település népességének változása:
| Lakosok száma | 2242 | 2114 | 1986 | 1990 | 1963 | 1989 | 2003 | 2018 | 2020 | 2031 |
|               | 2013 | 2014 | 2015 | 2016 | 2017 | 2018 | 2019 | 2020 | 2021 | 2022 |